# Borownica (dopływ Orli)
Borownica (Bacha) – struga, dopływ Orli o długości 18,05 km i powierzchni zlewni 190,7 km².
Obszar źródłowy Borownicy znajduje się na wschód od miejscowości Zduny.